# Super Nova
《Super Nova》는 미국의 재즈 음악가 웨인 쇼터의 열두 번째 스튜디오 음반으로, 1969년에 녹음되어 블루 노트 레코드로 발매되었다. 이 음반에는 쇼터의 다섯 곡의 오리지널 곡과 안토니우 카를루스 조빙의 〈Dindi〉 편곡이 수록되어 있다. 〈Water Babies〉, 〈Capricorn〉, 〈Sweet Pea〉는 원래 1967년 마일스 데이비스와의 세션 중에 녹음되었으며, 결국 1976년에 《Water Babies》라는 음반으로 발매되었다.
키보디스트 칙 코리아는 그의 전형적인 역할이 아닌 드럼에 등장하고 베이시스트 월터 부커는 〈Dindi〉에서 어쿠스틱 기타를 연주한다.

## 반응
| 전문가 평가                          | 전문가 평가 |
| 평가 점수                            | 평가 점수   |
| 출처                                 | 점수        |
| ------------------------------------ | ----------- |
| Allmusic                             | [ 1 ]       |
| Philadelphia Inquirer                | [ 2 ]       |
| The Rolling Stone Jazz Record Guide  | [ 3 ]       |
| Sputnikmusic                         | 3/5         |
| The Penguin Guide to Jazz Recordings | [ 5 ]       |

스콧 야노우의 올뮤직 리뷰는 "마일스 데이비스의 초기 퓨전 시기의 영향은 음악 전반에 걸쳐 느껴지지만 종종 놀라운 결과에 대한 파생물은 없다. 웨인 쇼터의 베스트 음반과 마찬가지로, 이 세트는 반복적으로 듣는 것에 보상을 준다."고 밝혔다.

## 곡 목록
모든 곡들은 특별한 언급이 없는 한 웨인 쇼터에 의해 작곡하였다.
| #  | 제목                | 작곡                   | 재생 시간 |
| -- | ------------------- | ---------------------- | --------- |
| 1. | 〈Supernova〉       |                        | 4:52      |
| 2. | 〈Swee-Pea〉        |                        | 4:36      |
| 3. | 〈Dindi〉           | 안토니우 카를루스 조빙 | 9:35      |
| 4. | 〈Water Babies〉    |                        | 4:53      |
| 5. | 〈Capricorn〉       |                        | 7:47      |
| 6. | 〈More Than Human〉 |                        | 6:12      |